# تیم کرکهوف
تیم کرکهوف (هلندی: Tim Kerkhof؛ زادهٔ ۱۳ نوامبر ۱۹۹۳) دوچرخه‌سوار اهل هلند است.
از باشگاه‌هایی که در آن رکاب زده‌است می‌توان به تیم دوچرخه‌سواری رومپوت–ندرلانسه لوتری اشاره کرد.